# Archie Scott-Brown
William Archibald Scott-Brown (13 de maio de 1927 – 19 de maio de 1958) foi um automobilista britânico nascido na Escócia que participou do Grande Prêmio da Grã-Bretanha de 1956 de Fórmula 1.
Archie Scott-Brown sofreu grave acidente numa corrida de carros esportivos em Spa-Francorchamps, Bélgica. Numa disputa com o norte-americano Masten Gregory, Archie perdeu o controle de seu carro na 6ª volta. O carro do piloto inglês foi para fora da pista, capotou e pegou fogo instantaneamente. Ele é socorrido rapidamente e levado rapidamente ao hospital, mas não resiste as fortes queimaduras e faleceu seis dias depois de completar 31 anos.